# الونز (تنسی)
الونز، تنسی (به انگلیسی: Allons, Tennessee) یک منطقهٔ مسکونی در ایالات متحده آمریکا است که در ایالت تنسی واقع شده‌است.

## خصوصیات
الونز ۴۳۴٫۰۴ متر بالاتر از سطح دریا واقع شده‌است.